# 4787 Шульженко
4787 Шульже́нко (4787 Shulʹzhenko) — астероїд головного поясу, відкритий 6 вересня 1986 року.
Тіссеранів параметр щодо Юпітера — 3,609.